# Ambureni
Ambureni ist ein Verwaltungsbezirk (Ward) des Distrikts Meru in der tansanischen Region Arusha.

## Geografie
Ambureni liegt im Norden von Tansania. Es grenzt im Westen direkt an die Regionshauptstadt Arusha, die Grenze bildet der Fluss Tengeru. Der Bezirk hat eine Fläche von 6,3 Quadratkilometern. Bei der Volkszählung 2022 lebten hier 16.971 Menschen in 4944 Haushalten.

## Gliederung
Der Bezirk besteht aus zwei Gemeinden (Mtaa) mit sechs Orten (Kitongoji):
| Ambureni - Msorongo - Urony - Ambureni | Shangarai - Moivaro - Loruvani - Machumba |

## Wirtschaft und Infrastruktur
- Verkehr: Die asphaltierte Nationalstraße T2 verbindet Ambureni mit Arusha im Westen und Usa River sowie Moshi im Osten.[6]